# Ротентурм (Швиц)
Ротентурм (нем. Rothenthurm SZ) — коммуна в Швейцарии, в кантоне Швиц. 
Входит в состав округа Швиц. Население составляет 2081 человек (на 31 декабря 2007 года). Официальный код  —  1370.